# Little Bit of Sun
Little Bit of Sun è il quarto album in studio del gruppo musicale statunitense Semisonic, pubblicato il 3 novembre 2023.

## Tracce
1. Little Bit of Sun – 2:30
2. The Rope – 2:29 (Amy Allen, Lori McKenna, Dan Wilson)
3. Grow Your Own – 3:32
4. Don't Fade Away – 2:28
5. All the Time – 4:10
6. Keep Me in Motion – 3:43
7. If You Say So – 3:18
8. Out of the Dirt – 3:20 (Lori McKenna, Dan Wilson)
9. It Wasn't Like We Hoped It Would Be – 3:20
10. So Amazed – 2:34
11. Only Empathy – 3:31
12. Beautiful Sky (feat. Jim James) – 4:57

## Formazione
- Dan Wilson – voce, chitarra
- John Munson – basso
- Jacob Slichter – batteria